# إنجي جانسين
إنجي جانسين (بالهولندية: Inge Janssen)‏ هي مجدفة هولندية، ولدت في 20 أبريل 1989 في فوربورخ في هولندا.

## وصلات خارجية
- إنجي جانسين على موقع الاتحاد الدولي للتجديف (الإنجليزية)
- إنجي جانسين على موقع اللجنة الأولمبية الدولية (الإنجليزية)
- إنجي جانسين على موقع أوليمبيديا (الإنجليزية)
- إنجي جانسين على موقع تيم أن.أل (الهولندية)